# Курватон
Курватон (англ. curvaton) — гипотетическая элементарная частица, являющаяся квантом курватонного поля, которое ответственно за образование флуктуаций кривизны Вселенной на стадии инфляции. Введение курватонного поля является одним из путей получения флуктуаций в распределении вещества и соответственно — реликтового излучения.
Курватон должен быть бозоном. По одной из теорий — это псевдо-намбу-голдстоуновский бозон.